# Cubilla
Cubilla egy község Spanyolországban, Soria tartományban. Cubilla Talveila, Cabrejas del Pinar, Blacos és Torreblacos községekkel határos. Lakosainak száma 24 fő (2024).

## Népesség
A település népessége az elmúlt években az alábbi módon változott:
| Lakosok száma | 67   | 60   | 62   | 57   | 45   | 42   | 34   | 33   | 25   | 24   |
|               | 2001 | 2004 | 2007 | 2009 | 2012 | 2014 | 2017 | 2019 | 2022 | 2024 |